# Gran Premio di superbike d'Europa 2006
Il Gran Premio di superbike d'Europa 2006 è stato la quinta prova su dodici del campionato mondiale Superbike 2006, disputato il 28 maggio sul circuito di Silverstone, in gara 1 ha visto la vittoria di Troy Bayliss davanti a Noriyuki Haga e James Toseland, lo stesso risultato si è ripetuto anche in gara 2.
La vittoria nella gara valevole per il campionato mondiale Supersport 2006 è stata ottenuta da Sébastien Charpentier, mentre la gara della Superstock 1000 FIM Cup viene vinta da Claudio Corti e quella del campionato Europeo della classe Superstock 600 da Niccolò Canepa.

## Risultati

### Gara 1

#### Arrivati al traguardo[6]
| Pos. | Nº | Pilota            | Squadra                     | Motocicletta       | Giri | Tempo     | Griglia | Punti |
| ---- | -- | ----------------- | --------------------------- | ------------------ | ---- | --------- | ------- | ----- |
| 1º   | 21 | Troy Bayliss      | Ducati Xerox                | Ducati 999 F06     | 28   | 40:49.894 | 2º      | 25    |
| 2º   | 41 | Noriyuki Haga     | Yamaha Motor Italia WSB     | Yamaha YZF R1      | 28   | +0:00.890 | 4º      | 20    |
| 3º   | 52 | James Toseland    | Winston Ten Kate Honda      | Honda CBR 1000RR   | 28   | +0:01.705 | 14º     | 16    |
| 4º   | 11 | Rubén Xaus        | Sterilgarda - Berik         | Ducati 999 F05     | 28   | +0:08.285 | 7º      | 13    |
| 5º   | 88 | Andrew Pitt       | Yamaha Motor Italia WSB     | Yamaha YZF R1      | 28   | +0:12.303 | 11º     | 11    |
| 6º   | 9  | Chris Walker      | PSG-1 Kawasaki Corse        | Kawasaki ZX10R     | 28   | +0:23.716 | 3º      | 10    |
| 7º   | 55 | Régis Laconi      | PSG-1 Kawasaki Corse        | Kawasaki ZX10R     | 28   | +0:25.483 | 9º      | 9     |
| 8º   | 31 | Karl Muggeridge   | Winston Ten Kate Honda      | Honda CBR 1000RR   | 28   | +0:26.049 | 8º      | 8     |
| 9º   | 4  | Alex Barros       | Klaffi Honda                | Honda CBR 1000RR   | 28   | +0:29.650 | 6º      | 7     |
| 10º  | 3  | Norifumi Abe      | Yamaha Motor France-Ipone   | Yamaha YZF R1      | 28   | +0:32.208 | 15º     | 6     |
| 11º  | 10 | Fonsi Nieto       | PSG-1 Kawasaki Corse 2      | Kawasaki ZX10R     | 28   | +0:39.607 | 13º     | 5     |
| 12º  | 81 | Tommy Hill        | Virgin Mobile Yamaha        | Yamaha YZF R1      | 28   | +0:41.550 | 1º      | 4     |
| 13º  | 57 | Lorenzo Lanzi     | Ducati Xerox                | Ducati 999 F06     | 28   | +0:41.935 | 17º     | 3     |
| 14º  | 71 | Yukio Kagayama    | Alstare Suzuki Corona Extra | Suzuki GSXR1000 K6 | 28   | +0:50.385 | 16º     | 2     |
| 15º  | 69 | Gianluca Nannelli | D.F.X. Treme                | Honda CBR 1000RR   | 28   | +0:52.726 | 22º     | 1     |
| 16º  | 76 | Max Neukirchner   | Team Pedercini              | Ducati 999 RS      | 28   | +0:52.760 | 19º     |       |
| 17º  | 44 | Roberto Rolfo     | Ducati SC - Caracchi        | Ducati 999 F05     | 28   | +0:53.214 | 23º     |       |
| 18º  | 13 | Vittorio Iannuzzo | Celani Team Suzuki Italia   | Suzuki GSXR1000 K6 | 28   | +0:54.137 | 26º     |       |

#### Ritirati
| Nº | Pilota            | Squadra                     | Motocicletta       | Giri | Griglia |
| -- | ----------------- | --------------------------- | ------------------ | ---- | ------- |
| 8  | Ivan Clementi     | Team Pedercini              | Ducati 999 RS      | 20   | 18º     |
| 16 | Sébastien Gimbert | Yamaha Motor France-Ipone   | Yamaha YZF R1      | 19   | 12º     |
| 99 | Steve Martin      | Foggy Petronas Racing       | Petronas FP1       | 19   | 27º     |
| 25 | Joshua Brookes    | Kawasaki Bertocchi          | Kawasaki ZX10R     | 19   | 21º     |
| 84 | Michel Fabrizio   | D.F.X. Treme                | Honda CBR 1000RR   | 16   | 5º      |
| 15 | Fabien Foret      | Alstare Eng. Corona Extra   | Suzuki GSXR1000 K6 | 9    | 25º     |
| 1  | Troy Corser       | Alstare Suzuki Corona Extra | Suzuki GSXR1000 K6 | 6    | 10º     |
| 18 | Craig Jones       | Foggy Petronas Racing       | Petronas FP1       | 0    | 24º     |

### Gara 2

#### Arrivati al traguardo[7]
| Pos. | Nº | Pilota            | Squadra                     | Motocicletta       | Giri | Tempo     | Griglia | Punti |
| ---- | -- | ----------------- | --------------------------- | ------------------ | ---- | --------- | ------- | ----- |
| 1º   | 21 | Troy Bayliss      | Ducati Xerox                | Ducati 999 F06     | 28   | 40:42.003 | 2º      | 25    |
| 2º   | 41 | Noriyuki Haga     | Yamaha Motor Italia WSB     | Yamaha YZF R1      | 28   | +0:01.585 | 4º      | 20    |
| 3º   | 52 | James Toseland    | Winston Ten Kate Honda      | Honda CBR 1000RR   | 28   | +0:12.058 | 14º     | 16    |
| 4º   | 88 | Andrew Pitt       | Yamaha Motor Italia WSB     | Yamaha YZF R1      | 28   | +0:14.561 | 11º     | 13    |
| 5º   | 4  | Alex Barros       | Klaffi Honda                | Honda CBR 1000RR   | 28   | +0:16.826 | 6º      | 11    |
| 6º   | 1  | Troy Corser       | Alstare Suzuki Corona Extra | Suzuki GSXR1000 K6 | 28   | +0:21.230 | 10º     | 10    |
| 7º   | 11 | Rubén Xaus        | Sterilgarda - Berik         | Ducati 999 F05     | 28   | +0:22.056 | 7º      | 9     |
| 8º   | 9  | Chris Walker      | PSG-1 Kawasaki Corse        | Kawasaki ZX10R     | 28   | +0:22.549 | 3º      | 8     |
| 9º   | 31 | Karl Muggeridge   | Winston Ten Kate Honda      | Honda CBR 1000RR   | 28   | +0:22.708 | 8º      | 7     |
| 10º  | 10 | Fonsi Nieto       | PSG-1 Kawasaki Corse        | Kawasaki ZX10R     | 28   | +0:34.025 | 13º     | 6     |
| 11º  | 3  | Norifumi Abe      | Yamaha Motor France-Ipone   | Yamaha YZF R1      | 28   | +0:34.739 | 15º     | 5     |
| 12º  | 81 | Tommy Hill        | Virgin Mobile Yamaha        | Yamaha YZF R1      | 28   | +0:35.112 | 1º      | 4     |
| 13º  | 71 | Yukio Kagayama    | Alstare Suzuki Corona Extra | Suzuki GSXR1000 K6 | 28   | +0:35.518 | 16º     | 3     |
| 14º  | 55 | Régis Laconi      | PSG-1 Kawasaki Corse        | Kawasaki ZX10R     | 28   | +0:36.322 | 9º      | 2     |
| 15º  | 84 | Michel Fabrizio   | D.F.X. Treme                | Honda CBR 1000RR   | 28   | +0:47.850 | 5º      | 1     |
| 16º  | 57 | Lorenzo Lanzi     | Ducati Xerox                | Ducati 999 F06     | 28   | +0:50.101 | 17º     |       |
| 17º  | 69 | Gianluca Nannelli | D.F.X. Treme                | Honda CBR 1000RR   | 28   | +0:51.089 | 22º     |       |
| 18º  | 25 | Joshua Brookes    | Kawasaki Bertocchi          | Kawasaki ZX10R     | 28   | +0:52.191 | 21º     |       |
| 19º  | 44 | Roberto Rolfo     | Ducati SC - Caracchi        | Ducati 999 F05     | 28   | +0:52.255 | 23º     |       |

#### Ritirati
| Nº | Pilota            | Squadra                   | Motocicletta       | Giri | Griglia |
| -- | ----------------- | ------------------------- | ------------------ | ---- | ------- |
| 8  | Ivan Clementi     | Team Pedercini            | Ducati 999 RS      | 26   | 18º     |
| 16 | Sébastien Gimbert | Yamaha Motor France-Ipone | Yamaha YZF R1      | 17   | 12º     |
| 15 | Fabien Foret      | Alstare Eng. Corona Extra | Suzuki GSXR1000 K6 | 15   | 25º     |
| 76 | Max Neukirchner   | Team Pedercini            | Ducati 999 RS      | 14   | 19º     |
| 99 | Steve Martin      | Foggy Petronas Racing     | Petronas FP1       | 10   | 27º     |
| 13 | Vittorio Iannuzzo | Celani Team Suzuki Italia | Suzuki GSXR1000 K6 | 6    | 26º     |

### Supersport

#### Arrivati al traguardo
| Pos. | Nº  | Pilota                | Squadra                     | Motocicletta    | Giri | Tempo     | Griglia | Punti |
| ---- | --- | --------------------- | --------------------------- | --------------- | ---- | --------- | ------- | ----- |
| 1º   | 16  | Sébastien Charpentier | Winston Ten Kate Honda      | Honda CBR 600RR | 28   | 41'54.640 | 1º      | 25    |
| 2º   | 23  | Broc Parkes           | Yamaha Motor Germany        | Yamaha YZF R6   | 28   | +2.802    | 3º      | 20    |
| 3º   | 11  | Kevin Curtain         | Yamaha Motor Germany        | Yamaha YZF R6   | 28   | +6.767    | 2º      | 16    |
| 4º   | 51  | Pere Riba             | MSS Discovery Racing        | Kawasaki ZX6RR  | 28   | +17.116   | 4º      | 13    |
| 5º   | 127 | Robbin Harms          | Stiggy Motorsports          | Honda CBR 600RR | 28   | +26.102   | 24º     | 11    |
| 6º   | 55  | Massimo Roccoli       | Yamaha Team Italia          | Yamaha YZF R6   | 28   | +26.373   | 5º      | 10    |
| 7º   | 12  | Javier Forés          | SLM Racing                  | Yamaha YZF R6   | 28   | +27.097   | 7º      | 9     |
| 8º   | 18  | Matthieu Lagrive      | Intermoto Czech Klaffi      | Honda CBR 600RR | 28   | +27.492   | 6º      | 8     |
| 9º   | 116 | Johan Stigefelt       | Dark Dog Stiggy Motorsports | Honda CBR 600RR | 28   | +29.073   | 8º      | 7     |
| 10º  | 3   | Katsuaki Fujiwara     | Megabike Honda              | Honda CBR 600RR | 28   | +41.265   | 9º      | 6     |
| 11º  | 94  | David Checa           | Yamaha - GMT 94             | Yamaha YZF R6   | 28   | +41.615   | 13º     | 5     |
| 12º  | 8   | Maxime Berger         | Gil Motor Sport             | Kawasaki ZX6RR  | 28   | +43.602   | 16º     | 4     |
| 13º  | 22  | Kai Børre Andersen    | Hoegee Suzuki               | Suzuki GSX 600R | 28   | +44.079   | 12º     | 3     |
| 14º  | 32  | Yoann Tiberio         | Megabike Honda              | Honda CBR 600RR | 28   | +47.538   | 10º     | 2     |
| 15º  | 72  | Stuart Easton         | Manila Grace SC             | Ducati 749 R    | 28   | +49.619   | 25º     | 1     |
| 16º  | 25  | Tatu Lauslehto        | Dark Dog Stiggy Motorsports | Honda CBR 600RR | 28   | +51.383   | 28º     |       |
| 17º  | 7   | Stéphane Chambon      | Gil Motor Sport             | Kawasaki ZX6RR  | 28   | +52.544   | 26º     |       |
| 18º  | 77  | Barry Veneman         | Hoegee Suzuki               | Suzuki GSX 600R | 28   | +52.719   | 14º     |       |
| 19º  | 6   | Mauro Sanchini        | RG Team                     | Yamaha YZF R6   | 28   | +1'02.972 | 11º     |       |
| 20º  | 54  | Kenan Sofuoğlu        | Winston Ten Kate Honda      | Honda CBR 600RR | 28   | +1'05.725 | 18º     |       |
| 21º  | 76  | Bernat Martínez       | Edo Racing                  | Yamaha YZF R6   | 28   | +1'16.412 | 30º     |       |
| 22º  | 27  | Tom Tunstall          | Hardinge Ice Valley M.      | Honda CBR 600RR | 28   | +1'17.059 | 36º     |       |
| 23º  | 17  | Miguel Praia          | Team Parkalgar              | Honda CBR 600RR | 28   | +1'18.457 | 23º     |       |
| 24º  | 71  | Sam Owens             | Tati Team Beaujolais Racing | Yamaha YZF R6   | 28   | +1'22.319 | 31º     |       |
| 25º  | 60  | Vladimir Ivanov       | Vector Racing               | Yamaha YZF R6   | 27   | +1 giro   | 29º     |       |
| 26º  | 38  | Grégory Leblanc       | Vazy Racing                 | Honda CBR 600RR | 27   | +1 giro   | 19º     |       |

#### Ritirati
| Nº  | Pilota              | Squadra                     | Motocicletta    | Giri | Griglia |
| --- | ------------------- | --------------------------- | --------------- | ---- | ------- |
| 45  | Gianluca Vizziello  | Yamaha Team Italia          | Yamaha YZF R6   | 18   | 15º     |
| 121 | Alessio Aldrovandi  | CRS Grand Prix              | Honda CBR 600RR | 17   | 32º     |
| 88  | Julien Enjolras     | Tati Team Beaujolais Racing | Yamaha YZF R6   | 14   | 17º     |
| 73  | Christian Zaiser    | LBR Ducati Racing           | Ducati 749 R    | 14   | 22º     |
| 5   | Alessio Velini      | Umbria Bike                 | Yamaha YZF R6   | 8    | 33º     |
| 9   | Alessio Corradi     | Bikersdays Yamaha Moto 1    | Yamaha YZF R6   | 7    | 27º     |
| 52  | Steven Neate        | Angel Racing                | Honda CBR 600RR | 5    | 21º     |
| 145 | Sébastien Le Grelle | Legrelle - Honda Belgium    | Honda CBR 600RR | 2    | 20º     |

### Superstock 1000

#### Arrivati al traguardo
| Pos. | Nº | Pilota              | Squadra                   | Motocicletta      | Giri | Tempo     | Griglia | Punti |
| ---- | -- | ------------------- | ------------------------- | ----------------- | ---- | --------- | ------- | ----- |
| 1º   | 77 | Claudio Corti       | Yamaha Team Italia        | Yamaha YZF R1     | 15   | 22'38.681 | 1º      | 25    |
| 2º   | 53 | Alessandro Polita   | Celani Suzuki Italia      | Suzuki GSX1000 K6 | 15   | +1.251    | 2º      | 20    |
| 3º   | 86 | Ayrton Badovini     | Biassono - Unionbike      | MV Agusta         | 15   | +2.118    | 5º      | 16    |
| 4º   | 9  | Luca Scassa         | EVR Corse Ormeni Racing   | MV Agusta         | 15   | +2.266    | 3º      | 13    |
| 5º   | 16 | Enrique Rocamora    | RG Team                   | Yamaha YZF R1     | 15   | +11.713   | 10º     | 11    |
| 6º   | 57 | Ilario Dionisi      | Team Trasimeno            | Yamaha YZF R1     | 15   | +12.548   | 6º      | 10    |
| 7º   | 32 | Sheridan Morais     | EMS Racing                | Suzuki GSX1000 K6 | 15   | +12.682   | 14º     | 9     |
| 8º   | 11 | Denis Sacchetti     | PSG-1 Kawasaki Corse      | Kawasaki ZX 10R   | 15   | +15.355   | 15º     | 8     |
| 9º   | 15 | Matteo Baiocco      | Umbria Bike               | Yamaha YZF R1     | 15   | +17.405   | 8º      | 7     |
| 10º  | 8  | Loic Napoleone      | Celani Suzuki Italia      | Suzuki GSX1000 K6 | 15   | +18.546   | 7º      | 6     |
| 11º  | 5  | Riccardo Chiarello  | Lightspeed Kawasaki Supp. | Kawasaki ZX 10R   | 15   | +20.824   | 4º      | 5     |
| 12º  | 42 | Alex Martinez       | PMS Corse                 | Kawasaki ZX 10R   | 15   | +21.952   | 11º     | 4     |
| 13º  | 47 | Richard Cooper      | MS Racing                 | Honda CBR 1000RR  | 15   | +23.090   | 18º     | 3     |
| 14º  | 96 | Matěj Smrž          | MS Racing                 | Honda CBR 1000RR  | 15   | +24.975   | 17º     | 2     |
| 15º  | 17 | Cedric Tangre       | Yohann Motor Sport        | Suzuki GSX1000 K6 | 15   | +26.119   | 19º     | 1     |
| 16º  | 73 | Simone Saltarelli   | PMS Corse                 | Kawasaki ZX 10R   | 15   | +26.868   | 23º     |       |
| 17º  | 44 | Roberto Lunadei     | 44 Racing                 | Yamaha YZF R1     | 15   | +26.904   | 24º     |       |
| 18º  | 22 | Guy Sanders         | JJR Ridenow Kawasaki      | Kawasaki ZX 10R   | 15   | +30.633   | 9º      |       |
| 19º  | 28 | Sepp Vermonden      | Racing Dirk Van Mol       | Suzuki GSX1000 K6 | 15   | +30.929   | 13º     |       |
| 20º  | 23 | Howie Mainwaring    | Kristal Racing            | Yamaha YZF R1     | 15   | +35.156   | 22º     |       |
| 21º  | 24 | Marko Jerman        | MD Team Jerman            | Suzuki GSX1000 K6 | 15   | +35.211   | 16º     |       |
| 22º  | 34 | Mark Pollock        | EMS Racing                | Suzuki GSX1000 K6 | 15   | +40.479   | 27º     |       |
| 23º  | 41 | Nick Henderson      | Beowulf Motorsport.com    | Suzuki GSX1000 K6 | 15   | +40.762   | 25º     |       |
| 24º  | 71 | Petter Solli        | Solli Racing              | Yamaha YZF R1     | 15   | +43.090   | 28º     |       |
| 25º  | 35 | Allard Kerkhoven    | Oliveira Suzuki           | Suzuki GSX1000 K6 | 15   | +43.837   | 31º     |       |
| 26º  | 10 | Giuseppe Natalini   | Team Trasimeno            | Yamaha YZF R1     | 15   | +54.346   | 32º     |       |
| 27º  | 21 | Leon Bovee          | Piet Geluk Racing         | Suzuki GSX1000 K6 | 15   | +57.279   | 33º     |       |
| 28º  | 14 | Mauro Belliero      | Azione Corse              | Honda CBR 1000RR  | 15   | +57.757   | 34º     |       |
| 29º  | 55 | Olivier Depoorter   | Autophone Racing          | Yamaha YZF R1     | 15   | +1'04.887 | 26º     |       |
| 30º  | 18 | Eric van Bael       | SRC Racing                | Suzuki GSX1000 K6 | 15   | +1'06.770 | 30º     |       |
| 31º  | 45 | Gianluca Rapicavoli | Unionbike GiMotosports    | MV Agusta         | 15   | +1'07.857 | 29º     |       |

#### Ritirati
| Nº | Pilota            | Squadra                   | Motocicletta      | Giri | Griglia |
| -- | ----------------- | ------------------------- | ----------------- | ---- | ------- |
| 12 | Leonardo Biliotti | EVR Corse Ormeni Racing   | MV Agusta         | 13   | 21º     |
| 99 | Danilo Dell'Omo   | T.C.M. Team Cruciani Moto | Suzuki GSX1000 K6 | 2    | 12º     |
| 69 | David Fouloi      | TKR Suzuki Switzerland    | Suzuki GSX1000 K6 | 0    | 20º     |

### Superstock 600

#### Arrivati al traguardo
| Pos. | Nº  | Pilota                   | Squadra                     | Motocicletta    | Giri | Tempo     | Griglia | Punti |
| ---- | --- | ------------------------ | --------------------------- | --------------- | ---- | --------- | ------- | ----- |
| 1º   | 59  | Niccolò Canepa           | Ducati Xerox Junior         | Ducati 749 R    | 12   | 18'52.949 | 1º      | 25    |
| 2º   | 19  | Xavier Siméon            | Alstare Suzuki Corona Extra | Suzuki GSX 600R | 12   | +0.048    | 3º      | 20    |
| 3º   | 10  | Davide Giugliano         | Lightspeed Kawasaki Supp.   | Kawasaki ZX6RR  | 12   | +2.353    | 2º      | 16    |
| 4º   | 89  | Domenico Colucci         | Ducati Xerox Junior         | Ducati 749 R    | 12   | +8.040    | 9º      | 13    |
| 5º   | 8   | Andrea Antonelli         | Junior Team Italia Honda    | Honda CBR 600RR | 12   | +8.841    | 4º      | 11    |
| 6º   | 7   | Renato Costantini        | Junior Team Italia Honda    | Honda CBR 600RR | 12   | +11.832   | 6º      | 10    |
| 7º   | 77  | Barry Burrell            | MS Racing                   | Honda CBR 600RR | 12   | +20.023   | 7º      | 9     |
| 8º   | 21  | Franck Millet            | Millet Racing Yamaha J.     | Yamaha YZF R6   | 12   | +24.811   | 12º     | 8     |
| 9º   | 69  | Ondřej Ježek             | Gold Fren Team Erinac       | Kawasaki ZX6RR  | 12   | +28.800   | 11º     | 7     |
| 10º  | 41  | Gregory Junod            | TKR Suzuki Switzerland      | Suzuki GSX 600R | 12   | +29.178   | 15º     | 6     |
| 11º  | 30  | Michaël Savary           | Millet Racing Yamaha J.     | Yamaha YZF R6   | 12   | +29.700   | 21º     | 5     |
| 12º  | 33  | Alessandro Colatosti     | PSG-1 Kawasaki Corse J.     | Kawasaki ZX6RR  | 12   | +31.122   | 5º      | 4     |
| 13º  | 24  | Daniele Beretta          | DBG Racing                  | Suzuki GSX 600R | 12   | +33.636   | 13º     | 3     |
| 14º  | 18  | Matt Bond                | Mist Suzuki                 | Suzuki GSX 600R | 12   | +36.785   | 23º     | 2     |
| 15º  | 16  | Chris Northover          | Mist Suzuki                 | Suzuki GSX 600R | 12   | +40.198   | 29º     | 1     |
| 16º  | 84  | Bostjan Pintar           | Inotherm Racing             | Yamaha YZF R6   | 12   | +40.970   | 17º     |       |
| 17º  | 47  | Eddi La Marra            | Team Trasimeno              | Yamaha YZF R6   | 12   | +41.477   | 10º     |       |
| 18º  | 199 | Gregg Black              | Vazy Racing                 | Honda CBR 600RR | 12   | +44.882   | 22º     |       |
| 19º  | 99  | Roy Ten Napel            | Lian Products Racing        | Yamaha YZF R6   | 12   | +50.059   | 16º     |       |
| 20º  | 37  | Andrzej Chmielewski      | Trasimeno Junior            | Yamaha YZF R6   | 12   | +50.985   | 27º     |       |
| 21º  | 96  | Marcel van Nieuwenhuizen | Remar Racing Holland        | Suzuki GSX 600R | 12   | +54.731   | 24º     |       |
| 22º  | 34  | Alexander Lundh          | Stiggy Motorsports          | Honda CBR 600RR | 12   | +58.843   | 26º     |       |
| 23º  | 88  | Mads Odin Hodt           | Hodt As Racing              | Yamaha YZF R6   | 12   | +1'02.728 | 25º     |       |
| 24º  | 31  | Lennart van Houwelingen  | Some Racing                 | Suzuki GSX 600R | 12   | +1'05.134 | 33º     |       |
| 25º  | 20  | Jan Prudik               | Intermoto Czech Klaffi      | Honda CBR 600RR | 12   | +1'09.397 | 31º     |       |
| 26º  | 79  | Luiz Silva Neto          | Millet Racing Yamaha 2      | Yamaha YZF R6   | 12   | +1'11.830 | 28º     |       |
| 27º  | 55  | Vincent Lonbois          | SRC Racing                  | Suzuki GSX 600R | 12   | +1'19.140 | 32º     |       |
| 28º  | 32  | Robert Gianfardoni       | RG Team                     | Yamaha YZF R6   | 12   | +1'26.316 | 34º     |       |

#### Ritirati
| Nº | Pilota            | Squadra                 | Motocicletta    | Giri | Griglia |
| -- | ----------------- | ----------------------- | --------------- | ---- | ------- |
| 12 | Davide Caldart    | PSG-1 Kawasaki Corse J. | Kawasaki ZX6RR  | 7    | 20º     |
| 28 | Yannick Guerra    | Holiday Gym             | Yamaha YZF R6   | 7    | 30º     |
| 44 | Cristiano Erbacci | 44 Racing               | Yamaha YZF R6   | 6    | 19º     |
| 35 | Ronald ter Braake | Pajic-Kawasaki RT       | Kawasaki ZX6RR  | 5    | 14º     |
| 56 | Daniel Sutter     | Peko Racing             | Honda CBR 600RR | 3    | 8º      |
| 26 | Will Gruy         | Trasimeno Junior        | Yamaha YZF R6   | 0    | 18º     |